# Morkie

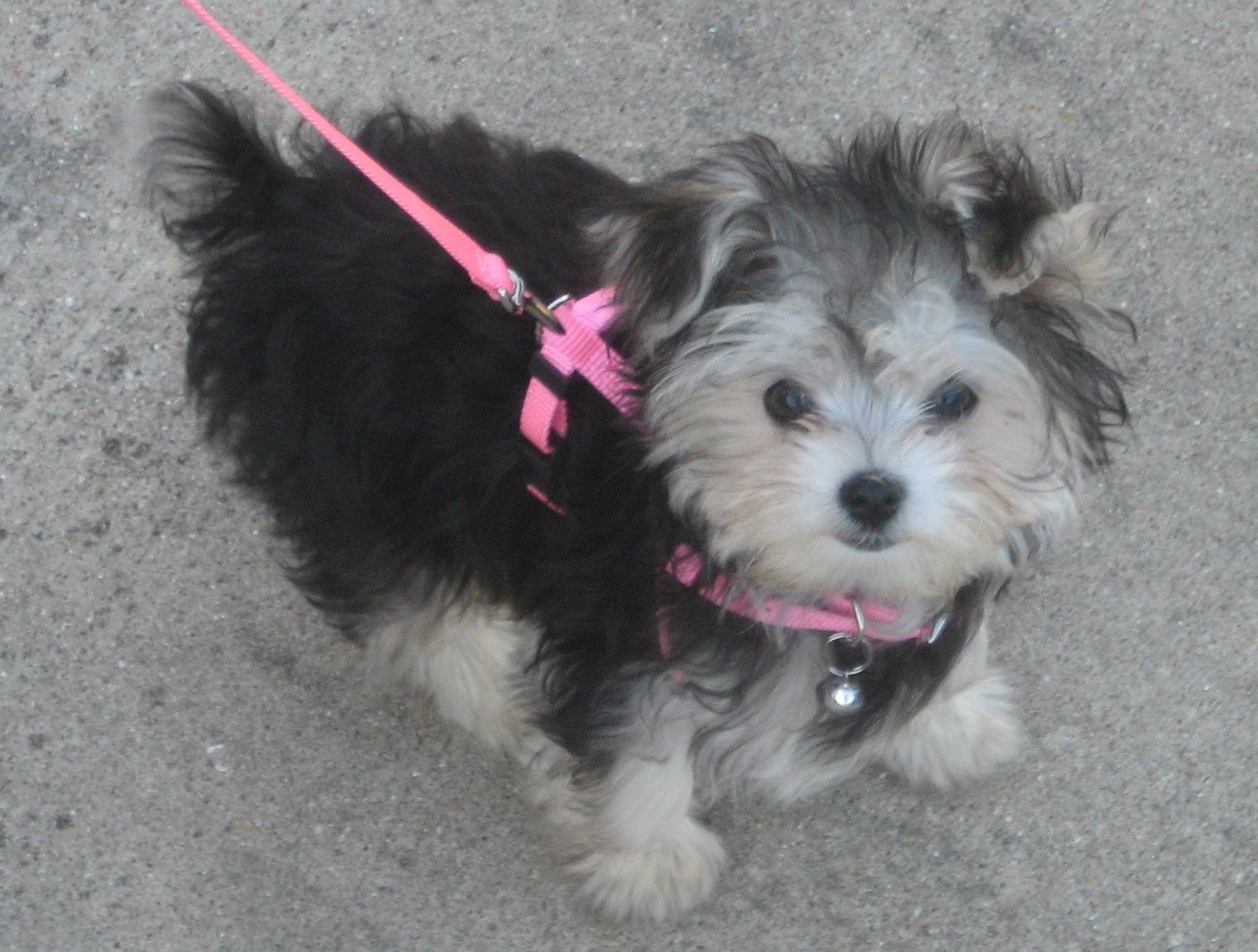
Jeune Morkie

Le morkie est un chien de petite taille, de type designer dog, issu du croisement d'un bichon maltais et d'un Yorkshire. L'apparence des morkies est variable selon qu'ils se rapprochent de l'un ou l'autre des parents.
Notez les critères du chien morkie ne sont pas fixés étant donné que c’est un croisement issu de parents de deux races différentes. 
Le morkie n'est pas une race de chien, mais bien un mélange de deux chiens dit de race.
Croisé : se dit d'un chien issu d’un croisement entre chiens standardisés (race ou type) et identifiables. Ce croisement peut être volontaire, il permet alors de combiner les caractéristiques spécifiques de deux races. Pour un croisement entre un berger allemand et un malinois on utilisera généralement l'appellation « Berger allemand croisé malinois » souvent écrit « Berger allemand X malinois ». 
Donc le morkie est un bichon maltais X Yorkshire!

## Caractéristiques

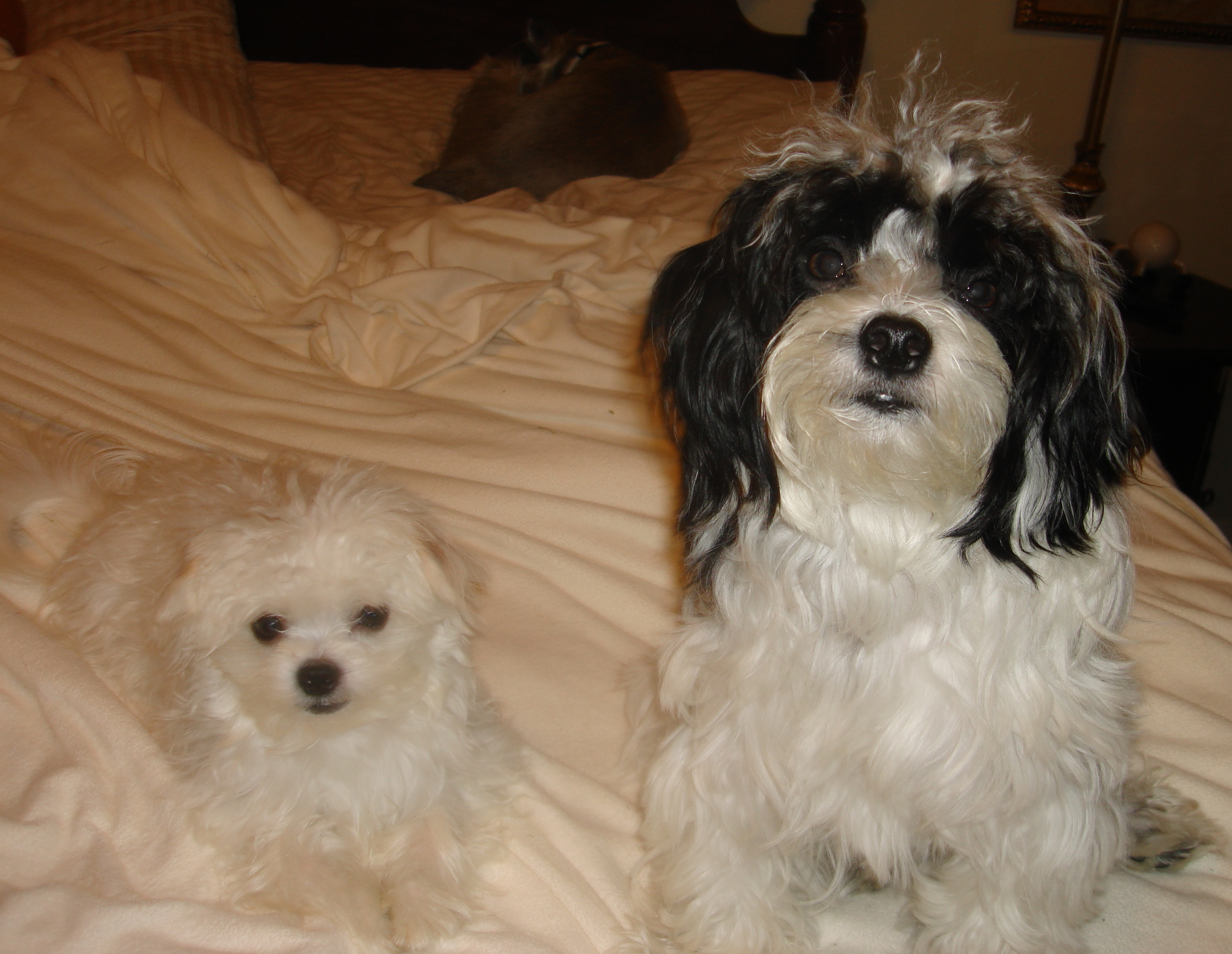
Variabilité : deux chiens du même âge (1 an) et de la même portée.

À l'âge adulte, son poids approximatif est de 5 livres.
Un morkie peut être blanc, blond, fauve, brun, caramel et même noir. Certains ont de tous ces coloris dans leur pelage. 
Les morkies sont très joueurs et affectueux, mais aussi collants, toujours sur les talons de leur maître.

## Reconnaissance
Le Morkie ne correspond pas à un standard édité par un club de race canine rattaché à la Fédération Cynologique Internationale (FCI), mais ils sont répertoriés par l'International Designer Canine Registry et le American Canine Hybrid Club.